# Privatstiftung

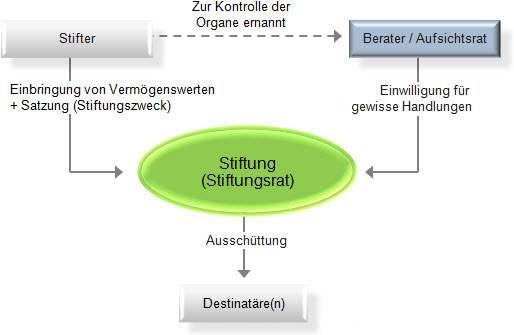
Organigramm Stiftung

Eine Privatstiftung ist in Österreich eine juristische Person, die mit Hilfe eines Vermögens einen vom Stifter festgelegten Zweck verfolgt.

## Gesetzliche Regelung
Rechtsgrundlagen sind das Privatstiftungsgesetz (PSG) aus 1993 und das Sparkassengesetz sowie die (meist alten) Fonds- und Stiftungsgesetze der Bundesländer und des Bundes.
Die Privatstiftung wird durch eine zu beurkundende Stiftungserklärung errichtet und entsteht mit der Eintragung in das Firmenbuch (§ 7 PSG). Der Stifter muss der Privatstiftung gemäß § 4 PSG ein Vermögen im Wert von mindestens 70.000 Euro widmen (Mindestanfangsvermögen). Als eigenständiger Rechtsträger bildet sie ein vollständig vom Stifter getrenntes Rechtssubjekt. Sie wird explizit als „juristische Person“ bezeichnet.
Jede Stiftung muss einen Zweck verfolgen. Eine reine Selbstzweckstiftung wird als unzulässig erachtet. Als wesentlicher Unterschied zu anderen Europäischen Stiftungsrechten kann eine österreichische Privatstiftung einen rein privatrechtlichen Zweck aufweisen, dies weist Ähnlichkeiten zur historischen Rechtsform des Familienfideikommisses auf. Österreichische Stiftungen dienen im Wesentlichen der Verwaltung von Vermögen, dem gestifteten Stammvermögen. Sie dürfen – im Unterschied zur Stiftung bürgerlichen Rechts nach deutschem Recht – keine gewerbsmäßige Tätigkeit betreiben. Privatstiftungen können gemeinnützig sein, müssen es aber nicht. Überwiegend werden sie zu privatnützigen Zwecken errichtet. Zudem kann eine Privatstiftung einen dual purpose verwirklichen; solche Mischformen nennt man doppelnützig. Wer Zuwendungen von einer Privatstiftung erhält, ist Begünstigter.
Die Stiftungserklärung besteht üblicherweise aus einer Stiftungsurkunde und einer Stiftungszusatzurkunde (§ 10 Abs. 1 PSG). Nur die Stiftungsurkunde ist zum Firmenbuch einzureichen. Die Stiftungszusatzurkunde ist nicht öffentlich einsehbar; wenn eine solche besteht, muss lediglich in der Stiftungsurkunde darauf hingewiesen werden (§ 10 Abs. 2 PSG). Dass der Inhalt der Zusatzurkunde quasi geheim ist, führt in der Praxis dazu, dass dort heikle Fragen wie insbesondere die konkrete Begünstigtenregelung geregelt werden. Stiftungszusatzurkunden kommen in der Praxis sehr häufig vor. Nach einer empirischen Untersuchung aus 2013 gibt es sie in acht von zehn Privatstiftungen. Bestimmte für den Rechtsverkehr bedeutsame Informationen müssen gemäß § 9 Abs. 1 PSG zwingend in der öffentlich einsehbaren Stiftungserklärung enthalten sein.
Das PSG sieht im Grundsatz nur zwei zwingende Organe vor: den Stiftungsvorstand und den Stiftungsprüfer. Der Vorstand besteht aus mindestens drei Personen. Begünstigte, deren Ehegatten und nahe Angehörige können nicht Mitglied des Stiftungsvorstands werden. Jedoch kann der Stifter, wenn er nicht Begünstigter der Privatstiftung ist, ein Mitglied des Stiftungsvorstands sein. Nur in besonderen Ausnahmekonstellationen muss eine Privatstiftung einen Aufsichtsrat haben (§ 22 PSG); die Bedeutung ist in der Praxis jedoch verschwindend gering. Wesentlich häufiger wird von der fakultativen Möglichkeit Gebrauch gemacht, einen Beirat als Organ vorzusehen. Ihm können auch Begünstigte angehören. Jedoch darf ein solcher Beirat den Vorstand nicht zum bloßen Vollzugsorgan degradieren. Außerdem darf ein sog. „aufsichtsratsähnlicher Beirat“ nicht mehrheitlich mit Begünstigten besetzt sein.
Wird Vermögen auf eine privatnützige Privatstiftung übertragen, kommt ein ermäßigter Steuersatz zur Anwendung (Stiftungseingangssteuer). Bei der Ausschüttung von Mitteln an die Begünstigten muss die Privatstiftung auf den ausgeschütteten Betrag Kapitalertragsteuer für Rechnung des Begünstigten an das Finanzamt abführen. Im Ergebnis wird also die Übertragung auf die Stiftung gering besteuert und es kommt zu einer nachgelagerten Besteuerung bei der Ausschüttung.
Früher wurde ein großer Vorteil der Privatstiftung in der Vermeidung der Erbschafts- und Schenkungssteuer gesehen. Jedoch wurde das österreichische Erbschafts- und Schenkungssteuergesetz im Jahr 2008 vom österreichischen Verfassungsgerichtshof als verfassungswidrig beurteilt. Seither ist dieses Motiv zur Stiftungsgründung weggefallen. Außerdem wird der sog. „Mausefalleneffekt“ beklagt. Gemeint ist damit, dass das zugewendete Anfangsvermögen, das bereits der Stiftungseingangssteuer unterlag, bei einer Ausschüttung dennoch auch der Kapitalertragssteuer unterliegt, was viele von einer Desinvestition abhalten dürfte.